# Manfred Becker (Präses)
Manfred Becker (* 11. August 1938 in Breslau) ist ein deutscher Germanist, Slawist und Pädagoge und war zwei Jahrzehnte Präses der Synode der Evangelischen Kirche Berlin-Brandenburg und im Jahr 1990 Staatssekretär unter der letzten DDR-Regierung.

## Leben
Becker entstammte einer bildungsbürgerlichen protestantischen Familie, welche mit ihm kurz nach Ende des Zweiten Weltkrieges nach Zwickau umsiedelte. Dort wuchs er auf und erlangte die Hochschulreife. Anschließend studierte er Pädagogik sowie Germanistik und Slawistik an der Universität Leipzig. Er schloss das Studium 1961 ab und erhielt noch im selben Jahr eine Anstellung am Zentralinstitut für Sprachwissenschaft an der Akademie der Wissenschaften der DDR, wo er insbesondere zur Geschichte der deutschen Sprache und dem Wortschatz der Gegenwartssprache sowie der Alltagskommunikation forschte.  
Daneben wurde er aufgrund seiner aktiven Beteiligung am kirchlichen Leben in Ost-Berlin 1973 zum Präses der Berlin-Brandenburgischen Synode gewählt – ein Amt, das er bis 1990 innehatte. Daneben übernahm er von 1976 bis 1982 die Stelle als Präses der Synode der Evangelischen Kirche der Union in der DDR und amtierte als Vorsitzender des Pressebeirates der Evangelischen Kirche in Berlin-Brandenburg. Im Jahre 1987 hielt Becker einen Vortrag im Gemeinsamen Seminar des Bundes der Evangelischen Kirchen in der DDR und der Christlichen Friedenskonferenz / International in Prag.
Er galt als engagierter Anwalt kirchlicher Interessen gegenüber staatlichen Wünschen, setzte sich aber auch dafür ein, kirchliche Veranstaltungen nicht für politischen Widerstand gegen die SED-Politik zu benutzen.
Im November 1989 trat Becker in die SDP ein, welche im Januar 1990 in SPD umbenannt wurde. Er wurde im Dezember 1989 in den SDP-Bezirksvorstand von Ost-Berlin gewählt und im Januar 1990 zum medienpolitischen Sprecher seiner Partei gekürt. Zudem war er ab Februar 1990 Mitglied des Vorstandspräsidiums der SPD. Darüber hinaus vertrat er die Partei auch im sich am 13. Februar 1990 konstituierten Medienkontrollrat. 
Schließlich ernannte ihn der DDR-Ministerpräsident Lothar de Maizière (CDU) im Mai 1990 zum Staatssekretär unter Minister Gottfried Müller (CDU) im Ministerium für Medienpolitik.

## Veröffentlichungen
- Neues Denken – Neue Sprache. Friedensdolmetschen. In: Sprache des Friedens. Materialien des gemeinsamen Seminars von Bund der Evangelischen Kirchen in der DDR und der Christlichen Friedenskonferenz/International, Band II, darin:  Prag 1987, S. 39 ff.